# Apollonios (Sohn des Menestheos)
Apollonios (altgriechisch Ἀπολλώνιος), Sohn des Menestheos, war ein Statthalter der Seleukiden im 2. Jahrhundert v. Chr.
Unter Seleukos IV. (187–175 v. Chr.) amtierte Apollonios als Amtsnachfolger des Apollonios, Sohn des Thraseas, als Statthalter (strategos) in Koilesyrien und Phönizien. 170/169 v. Chr. trat er in Alexandria als Gesandter des Antiochos IV. bei der Regentschaftsübernahme des Ptolemaios VI. auf.
Apollonios, Sohn des Menestheos, war wohl identisch mit jenem Apollonios, der bereits 173 v. Chr. als seleukidischer Botschafter in Rom auftrat. Wohl erst nach 170/169 v. Chr. fiel er bei Antiochos IV. in Ungnade, worauf er nach Milet ins Exil gehen musste. Seine Söhne waren Apollonios, Meleagros, Menestheos und Lachares, von denen die ersten drei in Rom dem Gefolge des Demetrios I. angehörten und bei dessen Flucht entscheidend involviert waren.